# QtScript
QtScript es un motor de secuencias de comandos que ha formado parte del conjunto de herramientas Qt desde la versión 4.3.
El lenguaje de programación se basa en el estándar ECMAScript con un par de desviaciones y extensiones, La biblioteca cuenta con el motor, y una API C++ para evaluar el código QtScript y exponiendo a medida derivados QObject-C++ para clases QtScript.
El enlace de QtScript generador proporciona enlaces para el API de Qt para acceder directamente desde ECMAScript. QtScript y el generador de unión se utilizan para Amarok 2 del sistema de scripting.
La versión 4.7 de Qt está utilizando la aplicación JavaScriptCore.
Trolltech fue fundada por Eirik Chambe-Eng y Haavard Nord en 1994. Comenzaron a escribir lo que se convertiría en el producto estrella de la compañía: Qt. Comenzaron a escribirlo en 1991 - Vendieron a Nokia y estos a Digia en 2012
The Qt Company (antes conocida como Digia, Qt, Qt Development Frameworks, Qt Software, Trolltech y como Quasar Technologies) es una compañía de software ubicada en Oslo, Norway- más conocida por su Qt toolkit and application framework. Qt Company es una subsidiaria de Digia.

## QtScript para Aplicaciones (QSA)
Un motor de secuencias de comandos anterior y sin relación, denominada QtScript para Aplicaciones (QSA), fue enviado por Trolltech como una biblioteca independiente basado en Qt, doble licenciado bajo GPL y una licencia comercial.
Con el lanzamiento de QtScript, QSA ha quedado obsoleto y ha llegado al final del soporte en 2008.